# Reidar Sørensen
Reidar Sørensen (Hemnesberget, 11 april 1956) is een Noorse acteur en zanger.

## Biografie
Sinds 1972 is Sørensen leadzanger van de rockgroep Freak.
Zijn toneelopleiding volgde de Noor aan de Statens Teaterhøgskole, waaraan hij afstudeerde in 1986. Als acteur was hij aansluitend actief bij het Trøndelag Teater in 1986 en 1987, bij het Torshovteatret (Nationaal Theater) van 1987 tot en met 1989 en bij Det Norske Teatret vanaf 1999. Tussen 2008 en 2011 regisseerde de Noor enige voorstellingen bij  Nordland Teater.
Als tv- en filmacteur kreeg Sørensen in 1989 de Amandaprisen voor zijn rol in de film Himmelplaneten. Verdere bekendheid kreeg hij onder meer door zijn vertolking van Cato Isaksen in de tv-series gebaseerd op de romans van Unni Lindell.

## Filmografie (selectie)
| Jaar      | Titel                  | Rol              | Type productie | Opmerkingen     |
| --------- | ---------------------- | ---------------- | -------------- | --------------- |
| 1886      | Plastposen             | Bankovervaller   | Film           |                 |
| 1989      | Himmelplaneten         |                  | Film           |                 |
| 1994      | Ti kniver i hjertet    | Vader            | Film           |                 |
| 1994-1995 | Vestavind              | Stikkan          | Televisieserie | 4 afleveringen  |
| 1997      | Hotel Oslo             | BC               | Televisieserie | 3 afleveringen  |
| 1998      | Waar blijft het licht  | Ragnar           | Film           |                 |
| 2002      | Lekestue               | Geir-Olav        | Televisieserie | 7 afleveringen  |
| 2005      | Slangebæreren          | Cato Isaksen     | Televisieserie | 2 afleveringen  |
| 2005      | Drømmefangeren         | Cato Isaksen     | Televisieserie | 3 afleveringen  |
| 2007      | Nattsøsteren           | Cato Isaksen     | Televisieserie | 3 afleveringen  |
| 2008      | Sørgekåpen             | Cato Isaksen     | Televisieserie | 3 afleveringen  |
| 2008-2009 | Honningfellen          | Cato Isaksen     | Televisieserie | 3 afleveringen  |
| 2009      | Orkestergraven         | Cato Isaksen     | Televisieserie |                 |
| 2011      | Hodejegerne            | Brede Sperre     | Film           |                 |
| 2014      | TRIO: Odins Gull       | Besten           | Televisieserie | 10 afleveringen |
| 2014      | Stål                   | Jan              | Korte film     |                 |
| 2014      | Lilyhammer             | Visser           | Televisieserie | 2 afleveringen  |
| 2014      | Øyevitne               | President Sixers | Televisieserie | 5 afleveringen  |
| 2015      | TRIO: Cybergullet      | Besten           | Televisieserie | 10 afleveringen |
| 2016      | TRIO: Keplerdiamantene | Besten           | Televisieserie | 10 afleveringen |
| 2017      | Monster                | Einar Hersoug    | Televisieserie | 7 afleveringen  |

- Bibsys: 98065715
- Gemeinsame Normdatei: 1022496514
- International Standard Name Identifier: 0000 0003 6168 9449
- Library of Congress Control Number: no2017004692
- MusicBrainz: c7d4cc98-8ddf-4c04-ae0b-6280affb80f4
- Virtual International Authority File: 221749526
- WorldCat: E39PBJtxk8KTtXmtytBJp7wwG3